# درنیه
درنیه (به لاتین: Drnje) یک منطقهٔ مسکونی در کرواسی است که در شهرستان کپریونیتسا-کریژوتسی واقع شده‌است. درنیه ۱٬۸۶۳ نفر جمعیت دارد.